# Округ Семинол (Флорида)
Семинол (енгл. Seminole County) је округ у америчкој савезној држави Флорида. По попису из 2010. године број становника је 422.718.

## Демографија
Према попису становништва из 2010. у округу је живело 422.718 становника, што је 57.522 (15,8%) становника више него 2000. године.
| Група             | 2000.           | 2010.           |
| Белци             | 274.682 (75,2%) | 280.452 (66,3%) |
| Афроамериканци    | 34.764 (9,5%)   | 47.107 (11,1%)  |
| Азијати           | 9.115 (2,5%)    | 15.692 (3,7%)   |
| Хиспаноамериканци | 40.731 (11,2%)  | 72.457 (17,1%)  |
| Укупно            | 365.196         | 422.718         |